# Amanipilade
Amanipilade war eine regierende nubische Königin, die am Anfang des vierten nachchristlichen Jahrhunderts regierte.
Amanipilade ist nur von einer meroitischen Inschrift auf einer Opfertafel, die sich in Meroe fand, bekannt. Diese Opfertafel wird stilistisch sehr spät angesetzt. Dort werden auch ihre Eltern genannt (Vater: Tekye, Mutter: Makehanye). Es ist nicht ganz sicher, ob es sich bei Amanipilade wirklich um eine Frau handelt. Amanipilade ist jedenfalls einer der letzten bezeugten Herrscher in Meroe.